# Dipelta
Dipelta Maxim., 1877 è un genere di piante della famiglia delle Caprifoliaceae, endemico della Cina.

## Tassonomia
Il genere comprende tre specie:
- Dipelta elegans Batalin
- Dipelta floribunda Maxim.
- Dipelta yunnanensis Franch.